# Canales de la Sierra
Canales de la Sierra és un municipi de la Rioja, a la regió de la Rioja Alta. El poble és al peu de la Serra de la Demanda, que té grans boscos de fagedes, pinedes i rouredes. Posseïx una fauna variada, en la qual destaquen llops, cérvols o llúdries, i abundants rapaços. A Canales neix el riu que duu el seu nom, el qual s'ajunta a Villavelayo amb el riu Neila formant el Najerilla. El riu Najerilla, que recull en la seva llera multitud d'altres rierols i corrents, forma la vall que duu el seu nom. Hi ha molts rierols disseminats per vessants i valls laterals.